# Swan Point
Der Swan Point ist die westlichste Landspitze der Odbert-Insel im Archipel der Windmill-Inseln vor der Budd-Küste des ostantarktischen Wilkeslands. 
Luftaufnahmen der US-amerikanischen Operation Highjump (1946–1947) und Operation Windmill (1947–1948) dienten ihrer Kartierung. Das Advisory Committee on Antarctic Names benannte sie 1963 nach John R. Swan, Wetterbeobachter auf der Wilkes-Station im Jahr 1958.